# Ranunculus cortusifolius subsp. major
Ranunculus cortusifolius subsp. major é uma subespécie de planta com flor pertencente à família Ranunculaceae. 
A autoridade científica da subespécie é (Lowe) Rivas Mart., Capelo, J.C.Costa, L, tendo sido publicada em Itinera Geobot. 15(2): 706 (2002).

## Portugal
Trata-se de uma subespécie presente no território português, nomeadamente no Arquipélago da Madeira.
Em termos de naturalidade é endémica da Região Macaronésia.

## Protecção
Não se encontra protegida por legislação portuguesa ou da Comunidade Europeia.